# Hatzerim
Hatzerim (he)חֲצֵרִים, est un kibboutz créé sur 1946. Situé à 8 kilomètres à l'ouest de Beer-Sheva dans le désert du Néguev en Israël, il tient son nom de la Bible (Deutéronome 2:23), mentionnant un site où : « Les Avviens, qui habitaient dans des villages jusqu’à Gaza » et signifie « cours de ferme », ou « hameaux », ou « villages ».
Il fait partie du Conseil régional Bnei Shimon. En 2016, sa population est de 779 habitants.
Il est connu pour avoir conçu un système d'irrigation des sols exporté dans le monde entier.

## Histoire
Il est créé en 1946 par un groupe de scouts israéliens. Il y intègre des réfugiés d'Iran qui seront connus sous l'appellation des "Enfants de Tehéran".
Il y sera dispensé une formation agricole et de l'instruction militaire d'infanterie de la Haganah.
Une base aérienne Hatzerim (en) qui porte son nom (code OACI : LLHB) est construite à quelques kilomètres dans les années 1960 puis le Musée des forces aériennes israéliennes ((en) Israel Air Force Museum) en 1977 à mi-chemin.
La compagnie Netafim est créée par le kibboutz en 1965.

## Netafim

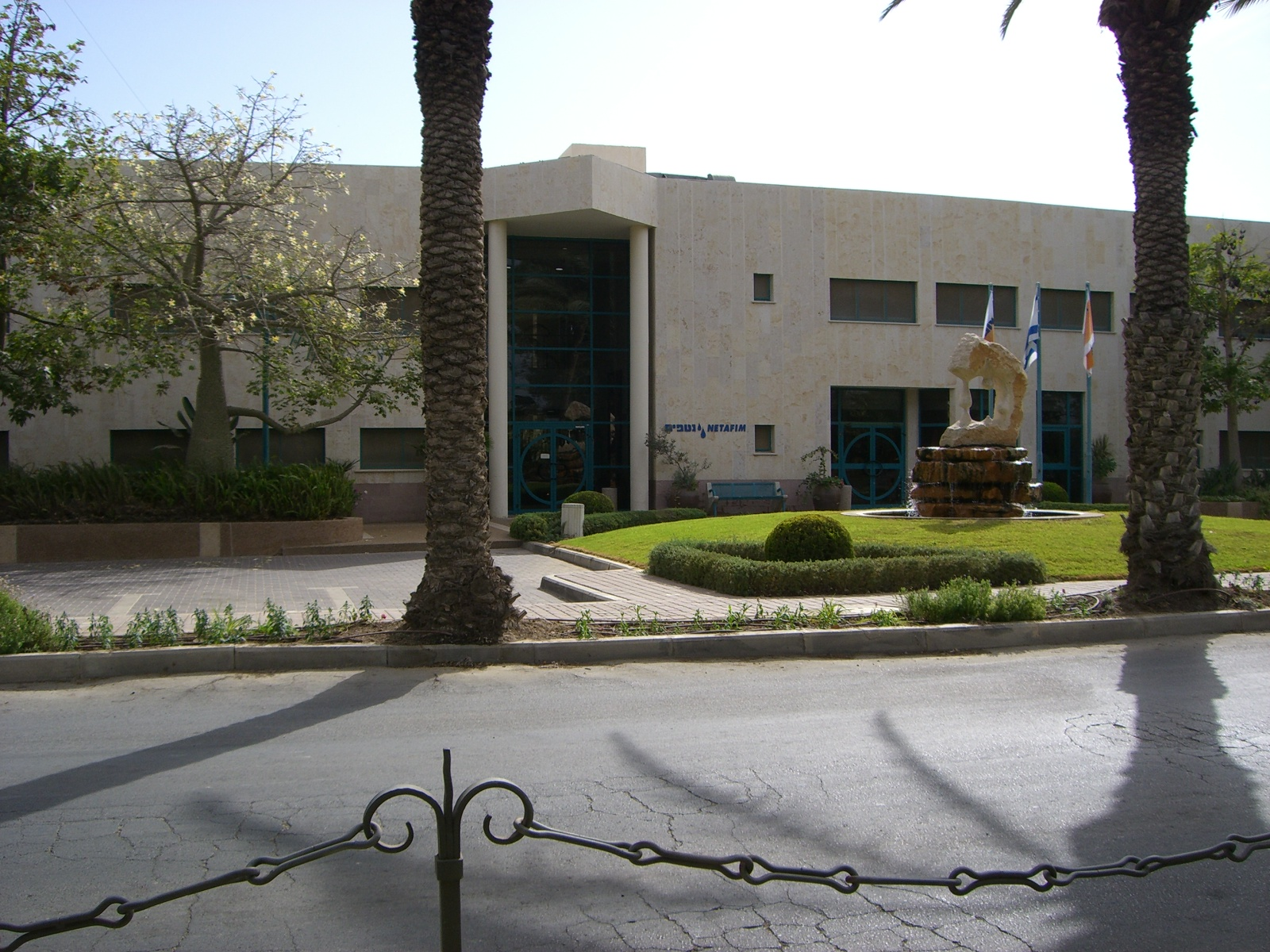
Siège de Netafim au kibboutz Hatzerim

Hatzerim est l'un des premiers kibboutzim à se départir du schéma exclusivement agricole de ces communautés et à monter une entreprise industrielle : Netafim.
Créée en 1965, elle conçoit, manufacture et distribue des systèmes d'irrigation qui feront sa fortune. Cette activité implique deux autres kibboutzim, Magal et Yiftah. Il y a aussi des usines implantées en Californie (EUA), Afrique du Sud, Australie occidentale, et d'autres encore. Devenue multinationale et leader dans son domaine avec près d'un tiers du marché mondial, Netafim fait plus de 800 000 000 $ de chiffre d'affaires annuel et est valorisée un peu moins de deux milliards de dollars. Netafim est revendu en partie à Permira en 2011 puis appartient depuis 2017 pour plus des trois quarts à un groupe industriel mexicain.